# 아치로
아치로(Achi-ro)는 대한민국 경상북도 포항시 북구 우현동에서 흥해읍 이인리를 거쳐 이인교차로까지 연결하는 도로이다.

## 노선 경로
- 삼거리 명칭 미상 - 중앙로
- 사거리 명칭 미상 - 국도 제7호선 (새천년대로)
- 이인교차로 - 영일만대로

## 주요 건물 및 시설
- 세화고등학교 - 경상북도 포항시 북구 아치로 94